# Le Pour et le Contre
Ne doit pas être confondu avec le Pour et Contre.
Le Pour et le Contre est un journal financier français créé en 1884 par les journalistes Armand Mandel et Édouard Cahen, puis dirigé, dans les années 1890, par M. H. de Saint-Albin. À travers deux fusions, l’héritage de ce journal se poursuit de nos jours.

## Historique
Le Pour et le Contre avait son siège au 178 rue Montmartre et boulevard Poissonnière dans le 2e arrondissement de Paris, au sein du quartier Vivienne proche de la Bourse et secteur de la république du Croissant. De la multitude de feuilles financières françaises existant au début du XXe siècle, ce journal était l’un de ceux qui se distinguaient par leur sérieux comme l'atteste notamment sa longévité. Son fondateur Armand Mandel dirigeait auparavant  le Bulletin financier fondé en 1868 en même temps que La Cote libre de la Bourse de Bruxelles.
Après le 21 décembre 1945, il s’est fondu dans le journal L'Opinion économique et financière, qui fusionnera elle-même avec La Vie financière en 1975.
De 1890 à 1940, il comptera comme journaliste Eugène Ichac, devenu doyen de la profession.